# Allahshukur Pashazadeh
Sheikh ul-Islam Allahshukur Pashazadeh (en azerí: Şeyxülislam Hacı Allahşükür Paşazadə) es el jeque de los musulmanes de Azerbaiyán, presidente del Departamento Musulmán del Cáucaso.

## Biografía
Allahshukur Pashazadeh nació el 26 de agosto de 1949 en la aldea Djil de Raión de Lenkaran, Azerbaiyán. En 1968 ingresó en la madrasa Miri Arab, en Bujará. En 1975 terminó sus estudios en el Instituto Islámico de Taskent.
Desde 1975 fue el akhundo de Mezquita Taza Pir y vicepresidente del Departamento Musulmán del Cáucaso. En 1980 fue nombrado el presidente del Departamento Musulmán del Cáucaso y recibió el título de Sheikh ul-Islam.
Desde 1988 es miembro de la Junta del Congreso Islámico Mundial.

## Órdenes y medallas
- Orden de la Amistad de los Pueblos
- Orden Shohrat
- Orden Istiglal
- Orden Sharaf
- Orden de la Amistad
- Orden de San Gregorio Magno
- Orden Heydar Aliyev